# Народный фронт (Тунис)
Народный фронт для реализации целей революции (араб. الجبهة الشعبية لتحقيق أهداف الثورة‎; фр. Front populaire pour la réalisation des objectifs de la révolution), сокращённо называемый Народный фронт (ej-Jabha) — левый политический и избирательный альянс в Тунисе, в 2012—2019 годах объединявший порядка десятка политических партий и многочисленных беспартийных активистов. В 2019 году создана одноимённая партия.
Коалиция была сформирована в октябре 2012 года и объединила 12 левых и прогрессивных партий — марксистского, левонационалистического (насеристского или баасистского), демосоциалистического и экологического толка, сильнейшей из которых была коммунистическая Партия рабочих Туниса во главе с Хаммой Хаммами. Число партий, вовлечённых в коалицию, затем сократилось до девяти. В 2013 году были убиты двое из лидеров Народного фронта — Шокри Белаид и Мохаммед Брахми. После парламентских выборов 2014 года Народный фронт стал ведущей оппозиционной силой страны и играл важную роль в протестах 2018 года, но к следующим выборам раскололся и растерял электоральное влияние.

## История

### Создание коалиции
Тунисская революция в 2011 году ознаменовалась свержением президента Зин эль-Абидина бен Али, роспуском его партии Демократическое конституционное объединение и проведением новых выборов для написания новой конституции. Гегемонию на тунисской политической сцене получило умеренно-исламистское движение Эннахда и его союзники — Демократический форум за труд и свободы, Прогрессивно-демократическая партия и Конгресс за Республику.
Бывший премьер-министр Беджи Каид Эс-Себси тогда также решил вернуться к политической жизни Туниса и сформировал новую светскую партию правоцентристского толка «Нидаа Тунис», включавшую бывших членов правящей партии авторитарного режима. В ответ на консолидацию политических оппонентов двенадцать левых партий решили сформировать Народный фронт, чтобы ранее разобщённые левые силы смогли успешно конкурировать на предстоящих выборах.
Первую встречу коалиции в Тунисе посетили приблизительно 15 000 человек.

### Убийства активистов партии
В 2013 году исламистскими террористами были убиты двое ведущих деятелей Народного фронта, выступавших с резкой критикой властей.
6 февраля был убит 48-летний координатор коалиции Шокри Белаид из Партии объединённых патриотов-демократов. В его похоронах приняли участие около 1 400 000 человек, в то время как протестующие столкнулись с полицией и сторонниками Эннахды, проводившими в день похорон отдельный митинг на 15 000 человек, защищая партию от обвинений в причастности к политическому убийству и призывов отказаться от власти.
Народный фронт вместе со светской Республиканской партией и Нидаа Тунис объявили о своём выходе из Национального собрания и вместе с Всеобщим союзом рабочих Туниса призывали к всеобщей забастовке. В итоге, правительство было вынуждено подать в отставку. 9 апреля 2013 года Мохаммед Брахми, генеральный секретарь партии Народное движение, занимающей 2 места в Национальном учредительном собрании, объявил о решении своей партии присоединиться к Народному фронту.
25 июля 2013 года Мохаммед Брахми также был застрелен. После его убийства на улицах вспыхнули многочисленные протесты. Глава правительства Али Лараед признал, что ЦРУ за одиннадцать дней до покушения предупредило его спецслужбы об угрозе жизни Брахми, что вызвало скандал.
26 июля 2013 года во время демонстрации, организованной в Гафсе в память о Брахми, был убит активист Народного фронта Мохаммед Бельмуфти, ранее возглавлявший здесь список «Афек Тунес». Он погиб из-за слезоточивого газа, применённого при разгоне акции. Телеканалы подавали неправдивую информацию, называя погибшего участником провластной исламистской организации, убитым оппозицией.

### Выборы, расколы и современное состояние
Народный фронт становится третьей политической силой в Тунисе после парламентских выборов 2014 года, проведя фракцию в составе пятнадцати депутатов в Собрание представителей народа. Его кандидат в президенты Хамма Хаммами набрал 7,82 % и занял третье место после Монсефа Марзуки и Беджи Каида Эс-Себси, несмотря на «умное голосование» против исламистов, которое подтолкнуло часть левых к последнему. К этому моменту фронт покинули три партии — Народное движение, Зелёный Тунис и Движение социалистических демократов.
В 2019 году Народный фронт раскололся, в частности, из-за стратегических разногласий — некоторые члены выступили за «прагматизм» и «Realpolitik»: в частности, за соглашение о свободной торговле с Европейским Союзом и возможное сближение с Нидаа Тунис, чтобы противостоять исламистской партии Эннахдха; другие воспринимали обе эти силы как ведущие неолиберальную экономическую политику и в равной степени неприемлемые.
13 июня 2019 года девять депутатов покинули коалицию Народного фронта и её парламентскую фракцию, прекратившую таким образом существование. 22 июля была основана новая партия под названием Народный фронт, которую возглавил Сафа Дхауади. Хамма Хаммами обвинил правительство в стремлении уничтожить коалицию, разрешив зарегистрироваться партии с таким названием.
Бывшая коалиция «Народного фронта» была вынуждена изменить своё название на «Фронт» (Le Front вместо Le Front populaire). Однако, в отличие от партии Народный фронт, коалиция не получила мест на парламентских выборах 2019 года (а роль главной силы левого фланга перешла к бывшей партии коалиции — Народному движению, получившему 15 мандатов). На президентских выборах в том же году партия и коалиция также выставили различных кандидатов: Монжи Рахуи от Народного фронта получил 0,81 % голосов, а Хаммами от Фронта — 0,69 % голосов.

## Результаты выборов
| Год выборов                      | количество голосов            | % от общего числа голосов     | Количество мест               |
| Учредительное собрание Туниса    | Учредительное собрание Туниса | Учредительное собрание Туниса | Учредительное собрание Туниса |
| -------------------------------- | ----------------------------- | ----------------------------- | ----------------------------- |
| 2011                             |                               |                               | 6 из 217                      |
| Собрание народных представителей |                               |                               |                               |
| 2014                             | 124654                        | 3,66 %                        | 15 из 217                     |
| Собрание народных представителей |                               |                               |                               |
| 2019                             | 32365                         | 1,13 %                        | 1 из 217                      |

## Партии-члены
- Партия рабочих Туниса (бывшая Коммунистическая партия рабочих Туниса) во главе с Хаммой Хаммами (Марксизм-ленинизм).
- Партия объединённых патриотов-демократов (Ватад), объединение:
  - Движение патриотов-демократов (MOUPAD), которое до убийства возглавлял Шокри Белаид (Марксизм-ленинизм, панарабизм);
  - Демократическая патриотическая рабочая партия (PTPD) во главе с Мохаммедом Джмуром (Марксизм-ленинизм)
- Тунисское движение Баас во главе с Отменом Бел Хадж Амором, членом проиракской фракции Баас (Баасизм)
- Народное течение, основанное в июле 2013 года Мохаммедом Брахми после его ухода из Народного движения, ныне возглавляемое Зухайром Хамди и вдовой Брахми Мбаркой Ауайнией.
- Полюс (Аль-Кутб) во главе с Риадом Беном Фаделем, вступил в Народный фронт в июне 2013 года.
- Левая рабочая лига (LGO) во главе с Жалелем Беном Бриком Зоглами, связанная с французской Новой антикапиталистической партией (Троцкизм).
- Народная партия за свободу и прогресс (PPLP) во главе с Джалулом Аззуной (Социализм).
- Партия арабского демократического авангарда во главе с Хайреддином Суабни (Баасизм).
- Юнионистский народный фронт во главе с Амором Меджри (Панарабизм, марксизм).

Ранее покинувшие Фронт:
- Движение социалистов-демократов (MDS) (Демократический социализм).
- Народное движение[9], ранее возглавляемое Мохамедом Брахми (Арабский национализм, насеризм).
- Прогрессивная народная партия во главе с Мохамедом Лассуедом (Марксизм-ленинизм).
- Партия «Зелёный Тунис» во главе с Абделькадером Зитуни (Экосоциализм, зелёная политика).